# Kill la Kill
Kill la Kill (キルラキル Kiru ra Kiru?) är en japansk animerad TV-serie som producerades av Trigger och sändes på japansk TV i 24 avsnitt mellan den 3 oktober 2013 och den 27 mars 2014. En epilog i form av ett 25:e avsnitt släpptes den 3 september 2014 som en del av DVD- och Blu-ray-utgåvorna av serien.
Serien handlar om Ryuuko Matoi, en flicka som under jakten på sin fars mördare dras in i en våldsam kamp mot Honnouji-akademins elevrådsordförande Satsuki Kiryuuin och hennes mors modeimperium.

## Handling
Kill la Kill utspelar sig i Honnouji-akademin (本能字学園 Honnōji Gakuen?), en fiktiv skola vid Tokyobukten i Japan. Skolan styrs med järnhand av sitt fruktade elevråd och dess ordförande Satsuki Kiryuuin. Eleverna på skolan bär en sorts skoluniform som kallas gokuseifuku (極制服?); dessa uniformer ger personer som bär dem övermänskliga krafter, då de är tillverkade av ett speciellt material som kallas livsfiber (生命戦維 seimei sen'i?).
Ryuuko Matoi, en elev som nyligen har flyttats till Honnouji-akademin, har dock ett långsvärd som är format som en halv sax och som det går att klippa sönder gokuseifuku med. Medan hon letar efter sin far Isshin Matois mördare utmanar hon elevrådet. Hon besegras enkelt till att börja med, men hittar senare en levande sailor fuku vid namn Senketsu. Han är en "gudaklädsel" (神衣 kamui?), vilket innebär att han helt och hållet består av livsfiber; när Ryuuko bär honom kan hon förvandlas, och ges då liksom personer med gokuseifuku övermänskliga krafter, och kan därmed ha en chans när hon möter elevrådet i strid. Under sin tid i skolan blir Ryuuko vän med sin hyperaktiva klasskamrat Mako Mankanshoku, och får bo hos hennes familj.
Senare organiserar Satsuki en herre på täppan-aktig tävling för alla eleverna på skolan, som kallas "Naturals Election", i vilken tillgången till gokuseifuku ska omfördelas efter hur väl eleverna gör ifrån sig. Ryuuko duelerar mot medlemmarna i Shitennou (四天王 Shitennō?, "De fyra stora") - en grupp bestående av fyra ledare i elevrådet med trestjärniga gokuseifuku, som är kraftfullare än vanliga gokuseifuku. Hon vinner flera av striderna, men blir avbruten när en flicka vid namn Nui Harime dyker upp. Nui avslöjar att hon var den som mördade Ryuukos far, och att hon har den andra halvan av Ryuukos sax-svärd. Ryuuko och Nui slåss, och i sin ilska tappar Ryuuko kontrollen över den kraft hon får från Senketsu och förvandlas till ett monster. Mako lyckas lugna ner Ryuuko som förvandlas tillbaka.
Satsuki och hennes gokuseifuku-utrustade elever invaderar och tar över andra japanska skolor, och besegrar Nudist Beach (ヌーディスト・ビーチ Nūdisuto Bīchi?), en paramilitär organisation som leds av Ryuukos klassföreståndare Aikuro Mikisugi. Satsuki arrangerar sedan en festival för sin mor Ragyou, som är Honnoujis direktör samt VD för det världsdominerande modeimperiet REVOCS Corporation (REVOCSコーポレーション Ribokkusu Kōporēshon?). Mikisugi avslöjar att livsfibrerna, som är invävda i alla REVOCS kläder, i själva verket är utomjordingar som långsamt förtär de som bär dem. På festivalen blir gästerna slukade av livsfibrerna i sina kläder. Satsuki gör uppror mot Ragyou och avslöjar att det alltid har varit hennes avsikt att förgöra henne, men upproret blir kortlivat då Ragyou avslöjar att hon har smält samman med livsfibrerna, vilket har givit henne en enorm kraft. Ragyou känner igen Ryuuko och berättar att Ryuuko är hennes dotter och Satsukis syster, och att Ryuuko som nyfödd överlevde ett av REVOCS livsfiber-experiment, och uppfostrades av Ragyous försvunne make Isshin Matoi.
En månad senare har Ragyou och livsfibrerna tagit över Japan, tillfångatagit Satsuki, och tagit ifrån Shitennou deras gokuseifuku; Shitennou-medlemmarna och Ryuuko tvingas gömma sig hos Nudist Beach. Nudist Beach lyckas rädda Satsuki, men Ryuuko blir själv tillfångatagen istället, och blir hjärntvättad till att kämpa mot Nudist Beach. Efter att Ryuuko har lyckats frigöra sig från effekterna av hjärntvättningen, utmanar hon och Satsuki tillsammans Ragyou, som planerar att spränga jorden för att med explosionen sprida alla jordens livsfibrer över hela universum. Efter att ha förgjort den kokong som innehåller det ursprungliga livsfibret jagar Ryuuko efter Ragyou upp i rymden och förgör henne, vilket får Senketsu och alla andra livsfiber-kläder att dö.

### Huvudfigurer
Ryuuko Matoi (纏 流子 Matoi Ryūko?)Ryuuko är seriens protagonist, som letar efter sin fars mördare på Honnouji-akademin. Hon röstskådespelas av Ami Koshimizu.
Senketsu (鮮血?  "Färskt blod")Senketsu är en talande sailor fuku som genom att dricka Ryuukos blod kan ge henne övermänskliga krafter när hon bär honom. Han röstskådespelas av Toshihiko Seki.
Satsuki Kiryuuin (鬼龍院 皐月 Kiryūin Satsuki?)Satsuki är Honnouji-akademins elevrådsordförande. Hon är antagonist under den första halvan av serien, och blir sedan en av Ryuukos allierade. Hon röstskådespelas av Ryōka Yuzuki.
Ragyou Kiryuuin (鬼龍院 羅暁 Kiryūin Ragyō?)Ragyou är VD för REVOCS och direktör för Honnouji-akademin. Hon är antagonist under andra halvan av serien. Hon röstskådespelas av Romi Park.
Mako Mankanshoku (満艦飾 マコ Mankanshoku Mako?)Mako är en hyperaktiv flicka som går i samma klass som Ryuuko. Hon röstskådespelas av Aya Suzaki.

## Media

### Musik
Musiken i animen komponerades av Hiroyuki Sawano. I de femton första avsnitten används Eir Aois "Sirius" (シリウス Shiriusu?) som signaturmelodi och Miku Sawais "Gomen ne, Iiko ja Irarenai." (ごめんね、いいコじゃいられない。?  "Förlåt, men jag har slutat att vara en duktig unge.") som musik för eftertexten. Från och med avsnitt sexton används istället Garnidelias "Ambiguous" respektive Sayonara Ponytails "Shin Sekai Koukyougaku" (新世界交響楽?  "Nya världens symfoni").
| 1.           | Before my body is dry                       | mpi, David Whitaker    | Mika Kobayashi                    | 4:07    |
| 2.           | goriLLA-Ja-L (goriLLA蛇L Gori Ra Jaru?)     |                        |                                   | 4:16    |
| 3.           | InuKA3L (犬Kあ3L Inu Ka Saru?)              |                        |                                   | 4:34    |
| 4.           | Blumenkranz                                 | Sawano, Rie            | Cyua                              | 4:19    |
| 5.           | Ad la Lib (AdラLib Ado Ra Ribu?)            |                        |                                   | 3:24    |
| 6.           | Kiryu ga KiLL (鬼龍G@キLL Kiryū ga Kiru?)   |                        |                                   | 4:38    |
| 7.           | KILL 7la Kill (KILL7la切ル Kiru Nara Kiru?) |                        |                                   | 4:46    |
| 8.           | Suck your blood                             | mpi, Benjamin Anderson | Benjamin Anderson                 | 3:40    |
| 9.           | Kik9=KELL (Kiっ9=KELL Kikku wa Keru?)       |                        |                                   | 4:51    |
| 10.          | k1ll wa iLL (k1ll◎iLL Kiru Wa Iru?)         |                        |                                   | 3:08    |
| 11.          | Light your heart up                         | cAnON.                 | Aimee Blackschleger               | 3:56    |
| 12.          | Hiru ra lilL♪ (昼裸lilL♪ Hiru Ra Riru?)     |                        |                                   | 2:02    |
| 13.          | KiLL La KiLL (斬LLLア生LL Kiru Ra Kiru?)    |                        |                                   | 4:25    |
| 14.          | Kiryu ha KiLL (キ龍ha着LL Kiryū Ha Kiru?)   |                        |                                   | 4:15    |
| 15.          | I want to know                              | mpi, Anderson          | Benjamin Anderson                 | 4:07    |
| 16.          | NeLL na Ki9 (寝LLna聴9 Neru Na Kiku?)       |                        |                                   | 7:08    |
| 17.          | Kill a KiLL (Kiる厭KiLL Kiru A Kiru?)       |                        |                                   | 5:06    |
| 18.          | Till I Die                                  | cAnON.                 | CASG (Caramel Apple Sound Gadget) | 4:41    |
| Total längd: | Total längd:                                | Total längd:           | Total längd:                      | 1:17:22 |

| 1.           | Gekiban Tokka-gata Hitotsuboshi Gokuseifuku (劇伴特化型1☆極★服?)                      | 3:24    |
| 2.           | Rhythm Kyōka-gata Futatsuboshi Gokuseifuku (リズム強化型2☆極★服?)                     | 4:12    |
| 3.           | Nichijō Gekijō-gata Mittsuboshi Gokuseifuku (日常劇場型3☆極★服?)                      | 3:35    |
| 4.           | Fuku o Kita Buta-gata Yottsuboshi Gokuseifuku (服着豚型4☆極★服?)                      | 4:13    |
| 5.           | Naming Sense 0-gata Itsutsuboshi Gokuseifuku (名付扇子0型5☆極★服?)                    | 5:10    |
| 6.           | Tsuika Hatchū-gata Muttsuboshi Gokuseifuku (追加発注型6☆極★服?)                       | 4:14    |
| 7.           | Haikei Keigu-gata Nanatsuboshi Gokuseifuku (背景敬具型7☆極★服?)                       | 4:21    |
| 8.           | MT Hensō-gata Yattsuboshi Gokuseifuku (MT変装型8☆極★服?)                              | 4:51    |
| 9.           | Tabun LASTBOSS-gata Kokonotsuboshi Gokuseifuku (多分裸SBOSS-型9☆極★服?)               | 3:30    |
| 10.          | Zenhan Saishūroku-gata Tōnohoshi Gokuseifuku (前半再収録型10☆極★服?)                  | 4:45    |
| 11.          | Tsuika Saishūroku-gata Tōtohitotsuboshi Gokuseifuku (追加再収録型11☆極★服?)           | 2:54    |
| 12.          | Jūyoubutsu Hakkō Kyōchō-gata Tōtofutatsuboshi Gokuseifuku (重要物発行強調型12☆極★服?) | 4:09    |
| 13.          | Before my body is dry <Kara-OK> (Before my body is dry <空OK>?)                       | 4:06    |
| 14.          | Suck your blood <Kara-OK> (Suck your blood <空OK>?)                                   | 3:41    |
| 15.          | Blumenkranz <Kara-OK> (Blumenkranz <空OK>?)                                           | 4:18    |
| 16.          | Light your heart up <Kara-OK> (Light your heart up <空OK>?)                           | 3:55    |
| 17.          | I want to know <Kara-OK> (I want to know <空OK>?)                                     | 4:06    |
| 18.          | Till I Die <Kara-OK> (Till I Die <空OK>?)                                             | 4:41    |
| Total längd: | Total längd:                                                                          | 1:14:05 |

### Manga
En manga-adaption som illustrerades av Ryō Akizuki publicerades i Kadokawa Shotens magasin Young Ace mellan den 4 oktober 2013 och den 4 februari 2015.
Mangan ges också ut i tankōbon-volymer:
| Nr | Utgivningsdatum | ISBN                |
| -- | --------------- | ------------------- |
| 1  | 2 december 2013 | ISBN 978-4041209080 |
| 2  | 7 mars 2014     | ISBN 978-4041210482 |
| 3  | 2 mars 2015     | ISBN 978-4041021071 |